# 勐海石斛
勐海石斛（学名：Dendrobium sinominutiflorum），为兰科石斛属下的一个植物种。